# バロウ郡 (ジョージア州)
バロウ郡（英: Barrow County）は、アメリカ合衆国ジョージア州の郡である。人口は8万3505人（2020年）。郡庁所在地はワインダーであり、同郡で人口最大の都市である。
バロウ郡はアトランタ大都市圏（正確にはアトランタ・サンディスプリングス・マリエッタ大都市統計地域）に属している。

## 歴史
1914年7月7日、バロウ郡創設を提案する憲法修正について、ジョージア州議会が合同決議案を承認し、同年11月3日の州民投票で修正案が批准された。このことで正式に新郡が創設された。郡域はジャクソン郡、グイネット郡、ウォルトン郡からそれぞれの一部が取られた。
郡名はジョージア大学卒業生、教授および学長のデイビッド・クレンショー・バロウに因んで名付けられた。
郡内にはワインダー・バロウ・ブルードッグスとアパラチー・ワイルドキャッツというフットボールチームがあり、2006年から州内受領挙げチャンピオンになっている。アパラチー・ワイルドキャッツは2008年8AAAAフットボール・チャンピオンであり、2006年から2009年まで州内のプレイオフに進出してきた。郡内には4つの中学校があり、近年スタザム市に新しい中学校が建設された。
バロウ郡ブラゼルトンとグイネット郡に跨ってシャトー・エラン・リゾート、ワイン醸造所、ブドウ園があり、ジョージア州では最大のワイン醸造所である。
2024年9月4日、郡内のアパラチー高校で銃乱射事件が発生。生徒2人と教員2人が死亡、9人が負傷した。犯人は14歳の生徒で逮捕された。

## 地理
アメリカ合衆国国勢調査局に拠れば、郡域全面積は162.84平方マイル (421.8 km2)であり、このうち陸地162.17平方マイル (420.0 km2)、水域は0.67平方マイル (1.7 km2)で水域率は0.41%である。

### 主要高規格道路

#### 州間高速道路
- 州間高速道路85号線

#### アメリカ国道
- アメリカ国道29号線
- アメリカ国道29号線産業道路（ダクラの南西からワインダーの南東）

#### ジョージア州道
- ジョージア州道8号線
- ジョージア州道11号線
- ジョージア州道35号線
- ジョージア州道81号線
- ジョージア州道82号線
- ジョージア州道124号線
- ジョージア州道211号線
- ジョージア州道316号線
- ジョージア州道330号線
- ジョージア州道403号線

### 隣接する郡
- ホール郡 - 北
- クラーク郡 - 東
- ジャクソン郡 - 東
- オコニー郡 - 南東
- ウォルトン郡 - 南
- グイネット郡 - 西

## 人口動態
以下は2000年国勢調査による人口統計データである。
| 基礎データ - 人口: 46,144人 - 世帯数: 16,354 世帯 - 家族数: 12,543 家族 - 人口密度: 110人/km2（284人/mi2） - 住居数: 17,304軒 - 住居密度: 41軒/km2（107軒/mi2） 人種別人口構成 - 白人: 84.84% - アフリカン・アメリカン: 9.72% - ネイティブ・アメリカン: 0.30% - アジア人: 2.20% - 太平洋諸島系: 0.04% - その他の人種: 1.50% - 混血: 1.40% - ヒスパニック・ラテン系: 3.16% 年齢別人口構成 - 18歳未満: 28.4% - 18-24歳: 8.5% - 25-44歳: 34.5% - 45-64歳: 19.5% - 65歳以上: 9.1% - 年齢の中央値: 32歳 - 性比（女性100人あたり男性の人口） - 総人口: 98.9 - 18歳以上: 95.7 | 世帯と家族（対世帯数） - 18歳未満の子供がいる: 39.9% - 結婚・同居している夫婦: 60.3% - 未婚・離婚・死別女性が世帯主: 11.6% - 非家族世帯: 23.3% - 単身世帯: 18.6% - 65歳以上の老人1人暮らし: 6.7% - 平均構成人数 - 世帯: 2.79人 - 家族: 3.17人 収入と家計 - 収入の中央値 - 世帯: 45,019米ドル - 家族: 49,722米ドル - 性別 - 男性: 34,510米ドル - 女性: 23,369米ドル - 人口1人あたり収入: 18,350米ドル - 貧困線以下 - 対人口: 8.3% - 対家族数: 6.2% - 18歳未満: 9.1% - 65歳以上: 14.4% |

## 都市と町
- オーバーン
- ベツレヘム
- ブレイセルトン（一部はジャクソン郡、ホール郡、グイネット郡内）
- カール
- スタザム
- ワインダー - 郡庁所在地

### 未編入の町
- ハービン
- ボガート
- ラッセル
- ローガンビル
- シャトーエランコミュニティ
- ダンカンクリークコミュニティ
- ホシュトン
- ボールドスプリングス
- グラティス
- ビトウィーン